# Scopoletin
Scopoletin ist ein Cumarin, das als sekundärer Pflanzenstoff weit verbreitet ist. Es kommt in mindestens 50 Arten vor und ist möglicherweise das häufigste Cumarin in Pflanzen. Es ist strukturell eng verwandt mit Scoparon. Es ist das Aglycon der Glycoside Scopolin und Fabiatrin.

## Vorkommen

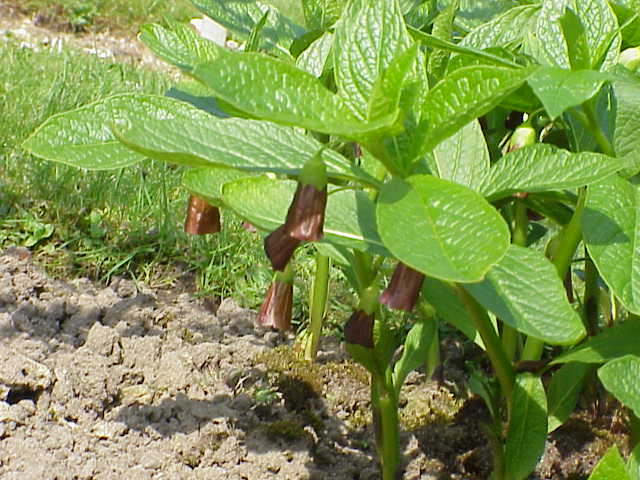
Krainer Tollkraut (Scopolia carniolica).

Scopoletin kommt unter anderem in den Wurzeln der Gattung Scopolia vor, wie z. B. Scopolia carniolica und Scopolia japonica, aber auch in Chicorée, in Artemisia scoparia, in den Wurzeln und Blättern der Brennnessel (Urtica dioica), in der Passionsblume, in Brunfelsia, in Viburnum prunifolium, in Solanum nigrum, und in Kleinhovia hospita.
Weiterhin kommt es in Arabidopsis thaliana, Saat-Hafer, Pflaume, Sonnenblume, Mallotus resinosus, Tabak, Maniok und der Himmelblauen Prunkwinde vor.
Scopoletin wurde auch in Essig, manchen Whiskies und in Löwenzahnkaffee nachgewiesen.

## Biosynthese
Die Biosynthese in Maniok wurde intensiv untersucht. (E)-Zimtsäure, die aus Phenylalanin entsteht, ist hier ein Vorläufer von Scopoletin und dem Glucosid Scopolin. Diese wird enzymatisch zur (Z)-Zimtsäure isomerisiert.
In Tabak verläuft die Biosynthese ausgehend von Phenylalanin vermutlich über die Coenzym-A-Addukte der Kaffeesäure, Ferulasäure und 6'-Hydroxyferulasäure.

## Biologische Bedeutung
Scopoletin ist ein Phytoalexin, das Pflanzen zur Verteidigung gegen Pathogene dient.
Die Biosynthese von Scopoletin in verschiedenen Pflanzen nimmt in Stresssituationen zu, z. B. bei Tabak durch Einwirkung von Methyljasmonat oder 2,4-Dichlorphenoxyessigsäure und bei virusbefallenen Tabak- und Kartoffelpflanzen. Scopolin wirkt fungizid gegen Sclerotina sclerotiorum (Gattung Sklerotienbecherlinge). Sonnenblumen, die bei einer Infektion verstärkt Scopolin produzierten, waren deutlich resistenter als andere. Ebenso wurde bei der Himmelblauen Prunkwinde nachgewiesen, dass sie nach einer Pilzinfektion mit Fusarium oxysporum Scopoletin und Scopolin akkumuliert.

## Eigenschaften
Scopoletin wurde in silico als möglicher Inhibitor der Acetylcholinesterase identifiziert. Die Wirkung hat sich bei Versuchen in vitro und in vivo (an Ratten) bestätigt.

## Verwendung
Scopoletin wird in der Biochemie zur Proteinfärbung eingesetzt.